# Бхуты
Бху́ты (санскр. भूत, IAST: bhūta) — в индуистской мифологии мелкие демонические существа, злые духи, относящиеся к свите Шивы (одно из имен Шивы — Бхутешвара, «Владыка бхутов»). Бхуты обычно враждебны людям, живут на кладбищах и питаются человеческим мясом, но могут быть также хранителями деревни или дома, где поселились. Как владыка зла, Шива-Бхутешвара посещает кладбища и места сожжения мёртвых, он носит змей на голове и ожерелье из черепов на шее и топчет непокорных демонов. Иногда Шива предается шумному веселью и, разгоряченный напитками, окруженный скачущими демонами, пускается со своей женой Деви в бешеный танец тандава.
У индусов гористых местностей северной Индии есть особый вид демонов-«бхутов» — рунии, демоны лавин и обвалов почвы.
Бхуты иногда идентифицируются с претами, духами умерших. По верованиям, бхуты — оборотни, которые могут превращаться в свиней, лошадей, великанов, карликов и тому подобное.
Бхута или прет — злой призрак человека, умершего в результате несчастного случая или самоубийства. Они появляются, как мерцающие огни или туманные пятна, и не отбрасывают теней. Обычно бхуты блуждают по ночам и нападают на людей как вампиры. Их можно обнаружить, если поджечь куркуму и посветить на туманное облако:  если оно не бросает тени — значит это бхута.
Считается, что бхуты могут вселяться в тело человека и доводить его до самоубийства. Но большинство людей защищены, так как они ходят по земле, а бхуты никогда к ней не прикасаются, паря над землей. В «Бхагавадгите» Кришна объявляет, что люди, которые поклоняются бхутам, сами становятся бхутами.
Слово «Bhut» в современном языке хинди называет призрака.